# Sekakangwe
Sekakangwe est une ville du Botswana.